# 전제 (전국)
전제(田齊)는 중국의 전국 시대 기원전 386년에 제(齊)나라의 군주가 강성(姜姓) 여씨(呂氏)에서 간신족이었던 규성(嬀姓) 전씨(田氏)가 빼앗은 나라이다. 국호는 여전히 제(齊)이지만 서주·춘추 시대의 여씨 제와 구별하여 전제(田齊)라고 부른다. 수도는 강제(姜齊)때와 변함없이 임치(臨淄)였다.

## 역사

### 간신족 전씨의 제나라 왕위찬탈
기원전 672년, 진나라(陳)에서 공자 전완(田完)이 진나라 유민들을 데리고 제나라로 망명하여 강력한 대부 가문이 되었으며, 그 후손들이 전, 손, 문, 설, 왕 등의 가문으로 창성하였다. 제나라 재상 안영은 진나라의 양설힐(羊舌肸)과 대화를 나누면서, 규성 전씨 왕조가 제나라에 들어 설 것이라고 예언하였다.
기원전 386년에 제나라 간신족이었던 전화(田和)가 강공(康公)을 몰아내고 제나라 제후가 되었다. 위왕(威王)이 행정 개혁을 행하여 국력을 증대하고 기원전 4세기에는 진(秦)나라와 중국을 양분하는 세력을 이루었다.
전씨(田氏)의 선조는 기원전 672년에 진(陳)으로부터 제(齊)로 망명해 온 진의 14대 군주 여공(厲公)의 아들, 공자 완(完)이다. 제환공(齊桓公) 14년 때 일로 제환공은 그의 사람됨을 높이 평가하여 경으로 삼고자 하였는데, 굳이 사양하여 공정(工正)을 삼았다. 공정이란 장인을 다스리는 우두머리이다. 완이 제나라에 정착하고부터는 진씨(陳氏) 성과 전씨(田氏) 성을 혼용하여 썼다. 완이 죽자 그에게 경중(敬仲)이라는 시호(諡號)를 내렸다. 완의 자손이 후에 강성의 제나라를 멸망시키고 전씨의 제나라로 찬탈하게 된다.
26대 경공(景公) 때, 전희자(田釐子) 걸(乞)은 세를 징수할 때에 작은 되를 사용하고, 양식을 백성에게 배급할 때는 큰 되를 사용하여 백성의 민심을 샀다.
경공이 죽고 어린 아들 도(荼)가 군주의 자리에 오르니, 전걸(田乞)과 포목(鮑牧)은 지지 세력을 규합하여 어린 군주를 옹호하는 세력을 공격하여 제거하고, 노나라에 망명가 있는 공자 양생(陽生)을 불러 군주로 옹립한다. 이 군주가 27대 도공(悼公)이다.
전걸(田乞)이 죽고 아들인 간신 전성자(田成子) 항(恒) 이 뒤를 이었다.
포목(鮑牧)이 도공을 살해하여 간공(簡公)을 군위에 세우고, 전상은 감지(監止)와 함께 좌우상(左右相) 대신이 되었지만, 2명은 대립하여 세력 다툼을 하게 된다. 감지의 음모를 안 전상이 선수를 취해, 감지에 이어 간공을 죽이고, 평공(平公)을 세웠다. 이때, 전상은 제나라 정치를 장악하여 제나라 안평(安平)의 동쪽을 송두리째 전씨의 봉지로 만들었다.
제나라의 마지막 군주인 32대 강공 19년(기원전 386년)에는 전상의 증손 전화(田和)가 강공을 해변으로 쫓고, 제나라의 군주가 되어, 이후의 제나라는 전씨가 다스리는 나라가 되었다.
기원전 386년에 동주 안왕(安王)에 의해 제후에 봉해졌다. 이것이 전제(田齊)의 성립이다.

### 전성기
위왕(威王), 선왕(宣王), 양왕(襄王) 때(기원전 4세기 중엽∼기원전 3세기 중엽) 전성기였다.

위왕(威王)은 “불비불명(不飛不鳴)”의 일화로 유명한 군주로, 독창적인 정책으로 국세를 높였다. 군사 면에서는 손빈(孫臏)을 등용해 기원전 341년의 “마릉(馬陵)전투”로 위(魏)를 격파했다.

학문 면에서도 활발하여 수도 임치의 직문에 모인 학자들은 “직하(稷下)의 학사(學士)”라고 불리고, “직하의 학(學)”이 일어나 이 시기 학문의 중심을 이루었다. 대표적인 인물에는 순우곤(淳于髡), 순자(荀子) 등이 있다. 기원전 334년 위왕은, 위(魏)의 혜왕(恵王)과 함께 왕호를 칭했다. 그 후로도 국세는 강해져서 동쪽엔 제(齊), 서쪽엔 진(秦)으로 2대국 시대를 만들었다.

민왕(湣王) 때 송(宋)을 멸망시켰고, 진의 소양왕(昭襄王)과 함께 왕보다 높은 칭호인 제(帝)를 자칭해, 동제(東帝)라고 했다. 그러나, 주변 제후들의 반감을 꺼려해 호칭을 다시 왕으로 되돌렸다. 

이 시기에는 사군자 맹상군[孟嘗君, 전문(田文)]이 재상이 되어 국정을 보고 있었는데, 제나라를 초(楚)와 진(秦)과 함께 강국으로 부상시킨 인물로 사군자 중 수위로 평가된다.

### 쇠퇴
민왕 때 송(宋)을 멸망시키고, 연(燕)의 종묘사직을 쑥대밭으로 만들었는데, 이후 연(燕)의 명장 악의(樂毅)의 주도하에 제국연합의 책모가 있었다. 기원전 284년, 악의가 이끄는 연 · 진 · 조 · 위 · 한 의 5국 연합군에 의해 제나라는 대패한다. 악의에 의해 수도 임치가 함락되고 민왕은 망명처에서 살해당했다. 악의에 의해 멸망 직전까지 갔으나, 양왕(襄王)이 즉위하고, 명장이자 공족의 후예인 전단(田單)의 활약으로 잃었던 70여개 성을 되찾는다.

하지만, 이미 국력은 격감하고 있었고, 일찍이 진과 같이 천하를 두고 싸우는 것은 무리였다. 그 후, 제는 진에 의해서 멸해져 가는 타국을 방관하는 정책을 취했다. 확실히 이 정책에 의해 순간의 평화를 손에 넣을 수 있었지만 그 결과 마지막에는 전혀 아군이 없는 상태로 진과 서로 마주 보게 되었다.

기원전 221년에 진시황이 파견한 장군 왕분(王賁)이 마지막 왕 건(建)을 사로잡아, 제는 멸망했다. 진을 제외한 「전국칠웅」중 마지막으로 멸망했다.

### 일시부흥 [후제(後齊)]
진(秦) 말기인 기원전 209년 진승과 오광이 반란을 일으켜 장초(張楚)를 세우자, 제(齊)의 종실(宗室)인 전씨(田氏) 일족 전담(田儋), 전영(田榮), 전횡(田橫) 삼형제가 진(秦)에 반기를 들고 전담을 왕으로 하여 제(齊)를 다시 일으켰다. 전담은 제나라 땅을 평정하기 시작했으나 진나라 장군 장한의 공격을 받은 위나라를 구원하던 도중 역습을 받아 전투 중 죽고 만다. 제나라 본국에서는 제왕 건의 동생 전가를 새 왕으로 세웠으나, 전영은 전가를 공격해 내쫓고 전담의 아들 전시를 왕으로 세웠다. 한편 제왕 건의 손자 전안도 제북군에서 독자적인 세력을 이룩했다.
진을 멸하고 패권을 쥔 항우는 제나라를 셋으로 나눠 전도를 제나라 왕에 임명하고 전시는 교동나라 왕에, 전안은 제북나라 왕에 봉했는데, 이에 불만을 가진 전영이 반란을 일으켜 왕이 되어 제나라 모든 지역을 병합했다.
이에 항우가 토벌하러 제나라로 쳐들어갔고, 이 싸움에서 전영은 패배하여 도망가다 죽었으며 전가가 새 왕이 됐다. 그래도 분이 풀리지 않은 항우는 제나라의 성곽들을 모조리 불살라 버렸고, 그가 통과하는 지역의 주민들을 닥치는 대로 죽이는 것으로 분풀이를 했다.
이에 전횡이 들고 일어나 전영의 아들 전광을 왕으로 세우고 전가를 쫓아내고 항우의 군대를 공격했는데 항우는 다수의 제나라 포로들을 생매장해 살해하고 있었기 때문에 제는 필사적으로 저항하여 쉽게 공락할 수 없었다.
당시 한왕 유방이 봉국에서 군사를 일으켜 관중과 서초의 서울 팽성을 손에 넣었기 때문에 항우는 제를 넘어뜨리지 못하고 회군하여 한나라의 군과 싸우게 되었다. 전횡은 쉽게 제나라 성들을 회복했다.
전횡은 전영의 아들 전광(田廣)을 왕으로, 자신은 재상이 되어 국정을 이끌었다. 3년 후, 유방의 부하 한신에 의한 제나라 정벌이 개시되지만, 유방의 부하 역이기(역생)가 제와의 동맹을 맺는 사자로서 방문하여 유방과 제는 동맹한다. 그러나, 한신은 그것을 무시하고 제를 공격해 왔고, 이에 전광과 전횡은 화를 내며 역이기를 솥에 넣고 삶아 죽이고, 한신군과 싸우게 되지만, 한신군에 계속 패배했다.
항우는 원군으로 용저를 장군으로 20만 대군을 보냈지만, 한신의 “낭사의 계”(수계)에 의해 용저는 전사, 20만 대군도 괴멸했다. 전광은 패하여 도망가다 잡혀서 한신에 의해 처형되었다.
뒤를 이어 전횡이 왕위에 오르나 한나라 장군 관영의 공격을 받아 위나라 팽월에 귀순한다. 이후 한고조 유방이 천하를 통일하고 전횡은 갈 곳이 없어져서, 결국 수하 500여 명만을 이끌고 외딴 섬으로 은신하는데, 유방의 회유와 강압에 못이겨 끝내 자결하고, 그를 따르는 500여명의 수하도 뒤따라 자결했다고 한다.
지금의 중국 산둥성(山東省) 칭다오(青島)의 전횡도(田橫島)에 숨어 살았다고 하는데, 칭다오의 전횡도관광레저단지(田横島旅游度假區)에 전횡오백사(田橫五百士)의 묘지가 있다.
한편, 한국의 충청남도 보령시의 외연도와 녹도, 그리고 전라북도 군산시의 어청도 일대에는 전횡을 당신(堂神)으로 숭배하는 풍습과 함께 그와 관련된 전설이 전해진다. 이 지역에서 전횡은 풍어와 해상의 안전을 지켜주는 당신(堂神)으로 숭배되는데, 음력 4월과 동지에 당제(堂祭)를 지내는 풍습이 남아 있다.
전횡이 죽었을 때 시신을 운반하던 빈객이 그를 애도하며 해로가(薤露歌)와 호리곡(蒿里曲)이라는 상가(喪歌)를 지었으며, 이것이 상엿소리인 만가(輓歌)의 기원이 되었다는 이야기도 전해진다.

## 역대 군주
| 대수 | 시호       | 휘         | 재위                        | 비고                                                           |
| ---- | ---------- | ---------- | --------------------------- | -------------------------------------------------------------- |
|      | 경중(敬仲) | 완(完)     |                             |                                                                |
|      | 맹이(孟夷) | 치(穉)     |                             |                                                                |
|      | 맹장(孟莊) | 민(湣)     |                             |                                                                |
|      | 문자(文子) | 수무(須無) |                             |                                                                |
|      | 환자(桓子) | 무우(無宇) |                             |                                                                |
|      | 희자(釐子) | 걸(乞)     |                             |                                                                |
|      | 성자(成子) | 항(恒)     |                             |                                                                |
|      | 양자(襄子) | 반(般)     |                             |                                                                |
|      | 장자(莊子) | 백(白)     |                             |                                                                |
|      | 도자(悼子) |            |                             | 《죽서기년(竹書紀年)》에 보이며, 휘는 알려져 있지 않다.        |
| 1    | 태공(太公) | 화(和)     | 기원전 386년 ~ 기원전 385년 | 기원전 386년, 전제의 군주로 등극하였다.                        |
| 2    |            | 섬(剡)     | 기원전 384년 ~ 기원전 375년 | 《죽서기년》에 보이며, 환공에게 시해된뒤 폐위되어 시호가 없다. |
| 3    | 환공(桓公) | 오(午)     | 기원전 374년 ~ 기원전 357년 |                                                                |
| 4    | 위왕(威王) | 인제(因齊) | 기원전 356년 ~ 기원전 320년 |                                                                |
| 5    | 선왕(宣王) | 벽강(辟彊) | 기원전 319년 ~ 기원전 301년 |                                                                |
| 6    | 민왕(湣王) | 지(地)     | 기원전 300년 ~ 기원전 284년 |                                                                |
| 7    | 양왕(襄王) | 법장(法章) | 기원전 283년 ~ 기원전 265년 |                                                                |
| 8    |            | 건(建)     | 기원전 264년 ~ 기원전 221년 | 진(秦)에게 멸망하여 시호가 없다.                               |
|      |            | 담(儋)     | 기원전 209년 ~ 기원전 208년 |                                                                |
|      |            | 가(假)     | 기원전 208년                | 제왕 건의 동생                                                 |
|      |            | 시(市)     | 기원전 208년 ~ 기원전 206년 | 전담의 아들                                                    |
|      |            | 도(都)     | 기원전 206년 기원전 205년   |                                                                |
|      |            | 영(榮)     | 기원전 206년 ~ 기원전 205년 | 전담의 동생                                                    |
|      |            | 광(廣)     | 기원전 204년                | 전영의 아들                                                    |
|      |            | 횡(橫)     |                             | 전담, 전영의 동생                                              |

## 같이 보기
- 제 (춘추전국)
- 진 (규성)

## 참고 문헌
- 《사기》(史記), 사마천, 중국 한나라, 기원전 1세기